# الرومانية الكاثوليكية في أفغانستان
الرومانية الكاثوليكية في أفغانستان هي جزء من الكنيسة الرومانية الكاثوليكية حول العالم تحت القيادة الروحية للبابا في روما. هناك عدد قليل جداً من الكاثوليك في هذا البلد الذي أغلب سكانه من المسلمين (أكثر من 200 شخص فقط يحضرون القداس في الكنيسة الصغيرة الوحيدة.) إذ أنه كان من الصعب الحصول على حرية الدين في الآونة الأخيرة وخاصة في ظل نظام طالبان السابق.
كان المسيحيون الأوائل في أفغانستان أعضاءً في كنيسة المشرق التاريخية أو كنيسة الأرمن الأرثوذكس، ولم يكن هناك وجود مستمر للكنيسة الكاثوليكية في أفغانستان حتى القرن العشرين، إذ سُمح للسفارة الإيطالية في كابول عام 1921 م ببناء أول كنيسة كاثوليكية قانونية، وهي الوحيدة التي تخدم الأجانب العاملين في العاصمة، ولكنها غير مفتوحة للمواطنين المحليين. أنشأ البابا يوحنا بولس الثاني في 16 مايو 2002م بعثة كاملة الأهلية لأفغانستان مع الأب جوزيبي موريتي الذي كان الرئيس الأعلى الأول للبعثة وبعدها بفترة وجيزة الأب جيوفاني م. سكليز وفي عام 2004م وصل مبشرو الأعمال الخيرية إلى كابول للقيام بأعمال إنسانية.

## التاريخ

### المسيحية المبكرة
تُشير الأسطورة المأخوذة من أبوكريفا إنجيل توما وغيرها من الوثائق القديمة إلى أن القديس توما الرسول قد بشَّر في باختر، التي هي اليوم شمال أفغانستان. زرع النسطوريون المسيحية في المنطقة، وكان هناك تسعة أساقفة وأبرشيات في المنطقة، بما في ذلك هراة (424-1310) وفراه (544-1057) وقندهار وبلخ. تم التغلب على هذا التأسيس المُبِّكر للمسيحية من خلال الغزوات الإسلامية في القرن السابع، على الرغم من أن الأراضي لم تكن خاضعة لسيطرة كبيرة من قبل المسلمين حتى القرنين التاسع والعاشر. في عامي 1581 و1582 على التوالي، رحَّب الإمبراطور الإسلامي جلال الدين أكبر باليسوعيين مونتيسرات إسبانيا وبنتو دي غويز البرتغال ولكن لم يكن هناك وجود يسوعي دائم في البلاد.

### القرن العشرون
كانت إيطاليا أول بلد يعترف باستقلال أفغانستان في عام 1919. وكعربون شكر وافقت الحكومة الأفغانية على طلب روما الحق في بناء كنيسة، كان يطلبها فنيون دوليون كانوا يعيشون في العاصمة الأفغانية. أُدرج بند يمنح إيطاليا الحق في بناء كنيسة داخل سفارتها في المعاهدة الإيطالية الأفغانية لعام 1921، وفي نفس العام وصل البارنابيتيون ليبدأوا في تقديم الرعاية الأبرشية. بدأ العمل الأبرشي على أرض الواقع عام 1933 بعدما طلب الفنيون الأجانب المختصون ببناء الكنائس المباشرة في تشييد الكنيسة. في الخمسينيات، اُنتهِي من بناء كنيسة الإسمنت البسيطة. في 1 يناير 1933، افتتح الأب إيجيديو كاسباني، وهو عضو في البارنابيتيين الكنيسة المؤقتة. كان تعيينه طلباً شخصياً من البابا بيوس الحادي عشر لرئيس البارنابيتيين العام. كان الأب كاسباني القسيس الإداري للكلية اللاهوتية البارنابيتية في روما. وقد أُمِر وأُرسل معه أحد تلامذته لمرافقته في هذه الرحلة ليس علانية ككاهن بل كرسوله الدبلوماسي ومساعده المستشار في السفارة. وهكذا بدأ السيد (الأب الحقيقي) إرنستو كاجنشي أيضاً هذه المهمة الجديدة في كابول. «في الوقت الذي بلغ فيه عدد السكان الكاثوليك المئات، غالبيتهم في العاصمة، أعضاء السفارات أو المقاولون الذين وظفتهم الحكومة الأفغانية في أفغانستان؛ هناك آخرون مشتتون في جميع أنحاء البلاد وكانوا عموماً من الفنيين والعمال المتخصصين الذين سخروا كل مهاراتهم لبناء الأشغال العامة المختلفة التي تمثل تقدم البلاد». بالإضافة إلى عمله الأبرشي، أبقى الأب كاسباني ملاحظات مفصلة عن السياسة والثقافة وجغرافيا الأرض. نُشرت هذه الملاحظات فيما بعد في مجلد إيطالي بالتعاون مع الأب كاجنشي تحت عنوان أفغانستان، مفترق الطرق في آسيا (بالإيطالية: Afghanistan, crocevie dell'Asia). على مر السنين خدم عدد من البارنابيتيين كقساوسة بعد الأب كاسباني وهم: جيوفاني م. بيرناسكوني (1947-1957)؛ رافاييل نانيتي (1957-1965)؛ أنجيلو بانيجاتي (1965-1990).

### فترة الغزو السوفييتي وتمرد طالبان
دعا البابا يوحنا بولس الثاني إلى «حل عادل» للحرب السوفيتية في أفغانستان في الثمانينيات. جاء الأب جوزيبي موريتي لأول مرة إلى أفغانستان في عام 1977، وبقي حتى إطلاق النار عليه عندما تعرضت السفارة الإيطالية لهجوم في عام 1994 وأُجبِر على مغادرة البلاد. وكان هذا الأخير القس الكاثوليكي الوحيد في البلاد من عام 1990 إلى عام 1994. بعد عام 1994، سُمِح فقط لأخوات يسوع الصغيرات بالبقاء في أفغانستان، كما كُنَّ هناك منذ عام 1955 وكان عملهن معروفاً. ذهب مسؤول من آخر حكومة مؤيدة للشيوعية محمد نجيب الله لرؤية الأب موريتي في عام 1992 مع تصميم مركب صغير يضمن له الحصانة. إلا أن هذا اللقاء لم يُؤت أكله بسبب تفكك الوضع السياسي في أفغانستان، إذ تصاعدت الحرب الأهلية ووصلت طالبان إلى السلطة، فاضطر موريتي مرة أخرى للفرار لكنه عاد في وقت لاحق. في أعقاب أحداث 11 سبتمبر 2001، أرسلت خدمات الإغاثة الكاثوليكية الملابس والمواد الغذائية والفراش إلى اللاجئين العائدين والمشردين داخلياً، كما اشترت لوازم مدرسية للأطفال العائدين إلى المدرسة.

### ما بعد طالبان
طلب البابا يوحنا بولس الثاني من الأب موريتي العودة إلى أفغانستان مع سقوط طالبان. اُحتُفِل بالقداس الأول في 9 سنوات بتاريخ 27 يناير 2002 لأعضاء قوة الأمن الدولية ومختلف أعضاء الوكالات الأجنبية. في 16 مايو 2002، أُنشِئت بعثة كاملة الأهلية لكل أفغانستان. توجد كنيسة واحدة فقط عاملة في البلاد في السفارة الإيطالية في كابول. تشمل مشاريع البعثة الجديدة «مدرسة السلام» لـ500 طالب بدأوا البناء في أغسطس 2003 وفقاً «للمعايير الأوروبية». كما تعمل ثلاث أخوات دينيات مع أولئك الذين يعانون من إعاقات ذهنية في العاصمة ويعلمن من يعانون من الشلل الدماغي كيفية الذهاب إلى المرحاض وكيفية تناول الطعام بأنفسهم. مرت المجموعة الصغيرة بفترة أزمة أثناء اختطاف كليمنتينا كانتوني وهي عضو في هيئة كير الدولية في 17 مايو 2005 من قبل أربعة مسلحين في كابول بينما كانت في طريقها إلى سيارتها. جعلت أخوات من مبشري الأعمال الخيرية منزلهن مباركاً في 9 مايو 2006 وبدأ بالفعل في استقبال أطفال الشوارع. كانت هناك مخاوف من أن رداءهن ذو اللونين الأزرق والأبيض المُميَّز سيجعلهن يبرزن ويتعرضن للمضايقة من قبل المسلمين، لكن معهدهن كان محترماً بشكل عام. كما تقدمت خدمات الإغاثة اليسوعية بطلب للانضمام إلى العدد المتزايد من المعاهد الدينية في البلاد، وقد افتتحت خدمات اللاجئين اليسوعية مؤخراً مدرسة فنية في هراة لـ500 طالب من بينهم 120 فتاة.
لقد بُذلت جهود لبدء حوار ما بين الأديان مع الرئيس الإسلامي للمحكمة العليا الأفغانية حضر الملا فضل شينواري حفل تنصيب البعثة وأعرب عن رغبته في مقابلة البابا.
تتشكَّل الجالية الكاثوليكية في أفغانستان بشكل أساسي من الأجانب، وخاصة عمال الإغاثة، وغير الأفغانيين معروفون حالياً على أنهم جزءٌ من الكنيسة، ويرجع ذلك أساساً إلى ضغوط اجتماعية وقانونية كبيرة لعدم التحول إلى ديانات غير إسلامية. تحول بعض الأفغان إلى ديانات أخرى في الخارج لكنهم يبقون ذلك سراً عندما يعودون إلى بلادهم. واتُهمت مجموعتان مسيحيتان هما خدمة الكنيسة العالمية وإغاثة الكنيسة النرويجية بالاهتداء أثناء قيامهما بأعمال الإغاثة في أفغانستان وهو ما أنكرته واحتج على إثر ذلك 1000 من الأفغان في مزار الشريف وأحرقوا صورة البابا. على الرغم من هذا فقد نما المجتمع من عدد قليل من الأخوات إلى قداس كامل يوم الأحد يضم حوالي 100 شخص. وانخفض التردد على الكنائس في عام 2012 بسبب المخاوف الأمنية والتأكيد القليل على الدين بين الأجانب في أفغانستان في السنوات الأخيرة.
كانت العلاقات مع الحكومة الديمقراطية الجديدة في أفغانستان إيجابية مثل حضور رئيس أفغانستان حامد كرزاي جنازة البابا يوحنا بولس الثاني وتهنئة البابا بنديكت السادس عشر على انتخابه.
زار السفير البابوي إلى باكستان المجاورة أفغانستان في عام 2005 وعقد قداساً في كنيسة السفارة الإيطالية أمام حشد مكتظ، ويأمل المسؤولون الكاثوليكيون أن تكون العلاقات الدبلوماسية الرسمية والكنيسة الكاثوليكية العامة ممكنة في المستقبل.

## البعثة كاملة الأهمية
البعثة كاملة الأهمية في أفغانستان (باللاتينية: Missio sui juris Afghanistaniensis) هي بعثة مستقلة والسلطة القضائية للكنيسة الرومانية الكاثوليكية، تخضع على الفور للكرسي الرسولي، وتغطي كامل أراضي جمهورية أفغانستان الإسلامية. إنها «كنيسة خاصة» - أي جزء من شعب الله - تشبه الأبرشية (القانون 368). بموجب القانون نفسه، فإنها تمتلك صفة قانونية (القانون 373). تم تأسيسها من قبل الكرسي الرسولي ووُكِّل إليها رعاية منظمة رجال الدين الكاثوليك للقديس بولس - البارنابيتيون (CRSP). ويترأسها الرئيس الكنَسي الأعلى (باللاتينية: Superior ecclesiasticus)، الذي يعمل بمثابة أسقف محلي (القانون 134 §2).

## الجيش الأجنبي
يُخدَم أعضاء الجيوش الأجنبية (خاصة في معثة حلف شمال الأطلسي) من طرف القساوسة الموجودين داخل وحداتهم. في عام 2009، وصل 17.000 جندي من الولايات المتحدة إلى شرق أفغانستان وخُدِموا من قبل 6 كهنة كاثوليك بما فيهم قساوسة كاثوليك من بلدان أخرى. تحتوي بعض القواعد على قدسات أسبوعية في حين يكون القداس لدى أصحاب المناصب البعيدة كل 60 إلى 90 يوماً فقط.

## وصلات خارجية
- GCatholic, with Google map and - satellite photo